# Église Notre-Dame du Rosaire de Redoute
 (février 2024).
L'église Notre Dame du Rosaire de Redoute est une église catholique située à Fort-de-France, dans une région ultra-marine de France, la Martinique.

## Localisation
Édifiée sur les hauteurs du quartier La Redoute, à Fort-de-France, l'église Notre Dame du Rosaire est visible sur 360°.

## Histoire
Après la catastrophe de 1902, Alfred de Cormont lance l'idée de construire une église à la Redoute. Le 29 juin 1904, eut la bénédiction de la première pierre et l'abbé Timoléon Fournioux en fut le premier aumonier.
La statue de Notre-Dame de la Délivrande restée intacte au milieu des ruines du Morne-Rouge, est transportée à la Cathédrale de Fort-de-France puis amenée à la Redoute en 1906.
Une chapelle dédiée à Notre Dame de la Délivrande, « qui devait être pour Fort-de-France ce que le sanctuaire du Morne-Rouge était pour Saint-Pierre », est alors édifiée sur ce morne qui s'élève à 215 mètres au-dessus de Fort-de-France. Alfred de Cormont décide alors d'y fixer sa résidence de campagne, devenu depuis le petit couvent.
Le 14 janvier 1924 , Paul Lequien érige par décret épiscopal la Redoute en paroisse et nomme le Révérant Père Alexandre Ritter premier curé. Celui-ci encourage ses paroissiens à terminer leur église restée inachevée.
Le 15 août 1932, les cloches sont fixées définitivement.

## Description
L'édifice est inscrit comme monument historique depuis 2009.
Le clocher de l'église Notre-Dame du Rosaire de Redoute mesure 37 mètres 35 de haut, La Croix terminale à elle seule mesure 4m 90.
On note, vrac :
- 6 colonnes de 1500 kg chacune
- une charpente métallique apparente (21000 kg de fer)
- des chapelles latérales
- une tribune
- 8 fenêtres avec de magnifiques vitraux
- un portail gothique